# Högsjön (Nyskoga socken, Värmland)
Högsjön är en sjö i Torsby kommun i Värmland och ingår i Göta älvs huvudavrinningsområde. Sjön har en area på 0,271 kvadratkilometer och ligger 313,4 meter över havet. Sjön avvattnas av vattendraget Öjeån. Vid provfiske har abborre, gädda och mört fångats i sjön.

## Delavrinningsområde
Högsjön ingår i det delavrinningsområde (671144-134059) som SMHI kallar för Utloppet av Öjesjön. Medelhöjden är 365 meter över havet och ytan är 35,34 kvadratkilometer. Det finns inga avrinningsområden uppströms utan avrinningsområdet är högsta punkten. Öjeån som avvattnar avrinningsområdet har biflödesordning 4, vilket innebär att vattnet flödar genom totalt 4 vattendrag innan det når havet efter 406 kilometer. Avrinningsområdet består mestadels av skog (79 procent). Avrinningsområdet har 1,96 kvadratkilometer vattenytor vilket ger det en sjöprocent på 5,5 procent.